# François Durand (1768-1852)
Pour les articles homonymes, voir François Durand (homonymie) et Durand.
François Durand, né Jacques François Hippolyte Durand le 13 août 1768 à Perpignan où il est mort le 27 décembre 1852, est un homme politique français.

## Biographie
Frère du baron Jacques Durand-Fajon, François Durand devient négociant en vins et président du Tribunal de commerce. Il s'occupa d'économie rurale et d'agriculture, et était correspondant du Conseil d'agriculture. 
Le 4 octobre 1816, Durand est élu député des Pyrénées-Orientales. Il siégea à la Chambre avec les royalistes constitutionnels et fut réélu successivement en 1821, 1824, 1827 et 1820. Il soutenu le ministère Villèle, vota contre le ministère Polignac, signa l'adresse des 221 et se rallia au gouvernement de Juillet.
Il est le père du banquier Adolphe Durand, régent de la Banque de France, et du député Justin Durand.